# Alloispermum
Alloispermum é um género botânico pertencente à família Asteraceae.

## Espécies
- Alloispermum caracasanum
- Alloispermum colimense
- Alloispermum divaricatum
- Alloispermum gonzalezae
- Alloispermum gonzaleziae
- «Lista completa»